# O3b (satélite)

Primeira geração dos satélites O3b.

O3b é uma frota de satélites de comunicações, é uma nova constelação de satélites projetados para telecomunicações e dados backhaul de locais remotos. A nova constelação foi implantada entre 2013 e 2014. Os primeiros quatro satélites foram lançados no dia 25 de junho de 2013, mais 4 satélites foram lançados no dia 10 de julho de 2014, e outros quatro lanados em 18 de dezembro de 2014. A O3b Neworks decidiu no início de 2015 que iria encomendar novos satélites de segunda geração mais avançados e com melhor desempenho. Oito deles foram encomendados em dezembro de 2015, os quatro primeiros foram lançados em 9 de março de 2018, os segundos quatro foram lançados em 4 de abril de 2019. Em setembro de 2017, a O3b Neworks contratou a Boeing para a construção de mais sete satélites, que estão planejados para ser lançados a partir de 2021.
A frota é de propriedade e operada pela empresa O3b Networks, Ltd..

## Satélites
Os satélites O3b estão sendo implantados em uma órbita circular ao longo do equador, a uma altitude de 8063 km (órbita média) a uma velocidade de cerca de 11,755 mph (18.918 km/h). Atualmente, os 8 satélites nasce e se põe a cada 45 minutos.
Cada satélite está equipado com 12 antenas totalmente direcionáveis em Banda Ka (2 vigas para gateways, 10 vigas de controles remotos) que usam 4,3 GHz do espectro (2x216 MHz por feixe) com uma proposta de taxa de transferência de 1.2 Gbit/s por feixe (600 Mbit/s em cada sentido), resultando em uma capacidade total de 12 Gbit/s por satélite. A taxa de transferência máxima por conexão TCP é de 2,1 Mbit/s. Para aplicações marítimas, a O3b reivindica uma latência de ida e volta de 130ms, e as velocidades de conexão de mais de 500 Mbit/s.
A cobertura de cada feixe possui 700 km de diâmetro. Satélites será alimentado por painéis solares de arsenieto de gálio e de baterias de íons de lítio. e vai pesar cerca de 700 kg (1.500 lb) cada.
O contrato para a construção dos satélite foi atribuído a Thales Alenia Space, uma Joint venture entre o Thales Group e a Finmeccanica, o primeiro satélite (GFP) foi construído no Industrie aéronautique et spatiale à Cannes, enquanto o resto da frota foi montado, integrado e testado em Roma, nas instalações da Thales Alenia Space, na Itália.

### Frota
| Satélite | Fabricante          | Veiculo de lançamento | Data do lançamento     | Estado        |
| -------- | ------------------- | --------------------- | ---------------------- | ------------- |
| O3b FM1  | Thales Alenia Space | Soyuz-STB/Fregat-MT   | 25 de junho de 2013    | Ativo         |
| O3b FM2  | Thales Alenia Space | Soyuz-STB/Fregat-MT   | 25 de junho de 2013    | Ativo         |
| O3b FM3  | Thales Alenia Space | Soyuz-STB/Fregat-MT   | 10 de julho de 2014    | Ativo         |
| O3b FM4  | Thales Alenia Space | Soyuz-STB/Fregat-MT   | 25 de junho de 2013    | Ativo         |
| O3b FM5  | Thales Alenia Space | Soyuz-STB/Fregat-MT   | 25 de junho de 2013    | Ativo         |
| O3b FM6  | Thales Alenia Space | Soyuz-STB/Fregat-MT   | 10 de julho de 2014    | Ativo         |
| O3b FM7  | Thales Alenia Space | Soyuz-STB/Fregat-MT   | 10 de julho de 2014    | Ativo         |
| O3b FM8  | Thales Alenia Space | Soyuz-STB/Fregat-MT   | 10 de julho de 2014    | Ativo         |
| O3b FM9  | Thales Alenia Space | Soyuz-STB/Fregat-MT   | 18 de dezembro de 2014 | Ativo         |
| O3b FM10 | Thales Alenia Space | Soyuz-STB/Fregat-MT   | 18 de dezembro de 2014 | Ativo         |
| O3b FM11 | Thales Alenia Space | Soyuz-STB/Fregat-MT   | 18 de dezembro de 2014 | Ativo         |
| O3b FM12 | Thales Alenia Space | Soyuz-STB/Fregat-MT   | 18 de dezembro de 2014 | Ativo         |
| O3b FM13 | Thales Alenia Space | Soyuz-STB/Fregat-MT   | 9 de março de 2018     | Ativo         |
| O3b FM14 | Thales Alenia Space | Soyuz-STB/Fregat-MT   | 9 de março de 2018     | Ativo         |
| O3b FM15 | Thales Alenia Space | Soyuz-STB/Fregat-MT   | 9 de março de 2018     | Ativo         |
| O3b FM16 | Thales Alenia Space | Soyuz-STB/Fregat-MT   | 9 de março de 2018     | Ativo         |
| O3b FM17 | Thales Alenia Space | Soyuz-STB/Fregat-MT   | 4 de abril de 2019     | Ativo         |
| O3b FM18 | Thales Alenia Space | Soyuz-STB/Fregat-MT   | 4 de abril de 2019     | Ativo         |
| O3b FM19 | Thales Alenia Space | Soyuz-STB/Fregat-MT   | 4 de abril de 2019     | Ativo         |
| O3b FM20 | Thales Alenia Space | Soyuz-STB/Fregat-MT   | 4 de abril de 2019     | Ativo         |
| O3b FM21 | Boeing              |                       |                        | Em construção |
| O3b FM22 | Boeing              |                       |                        | Em construção |
| O3b FM23 | Boeing              |                       |                        | Em construção |
| O3b FM24 | Boeing              |                       |                        | Em construção |
| O3b FM25 | Boeing              |                       |                        | Em construção |
| O3b FM26 | Boeing              |                       |                        | Em construção |
| O3b FM27 | Boeing              |                       |                        | Em construção |